# Principe de subsidiarité
Le principe de subsidiarité est un principe politique selon lequel la responsabilité d'une action publique, lorsqu'elle est nécessaire, revient à l'entité compétente la plus proche de ceux qui sont directement concernés par cette action. Lorsque des situations excèdent les compétences d'une entité donnée responsable de l'action publique, cette compétence est transmise à l'entité d'un échelon hiérarchique supérieur et ainsi de suite. Le principe de subsidiarité veille à ne pas déconnecter la prise de décision publique de ceux qui devront la respecter. C'est en somme la recherche de la sphère d’influence adéquate dans une organisation sociale par laquelle se déploie une action publique.
La signification du mot latin d'origine (subsidiarii : troupe de réserve, subsidium : réserve / recours / appuis) reflète bien ce double mouvement, à la fois de non-intervention (subsidiarité) et de capacité d'intervention (suppléance).

## Formes et domaines
La subsidiarité peut être :
- descendante : délégation ou attribution de pouvoirs vers un échelon plus petit, on parle alors de dévolution ou décentralisation. Concrètement, lors d'une subsidiarité descendante, c'est l'échelon supérieur qui décide qui doit connaître quelle question.
- ascendante : attribution de pouvoirs vers une entité plus vaste, on parle alors de fédération ou, entre pays, de supranationalité. Concrètement, lors d'une subsidiarité ascendante, c'est l'échelon inférieur qui décide qui doit connaître quelle question.

Trouvant son origine dans la doctrine sociale de l'Église catholique, la notion de subsidiarité descendante[citation nécessaire] est devenue l'un des mots d'ordre de l'Union européenne.
Ce principe de subsidiarité descendante est clairement inscrit tant dans le droit  que dans le discours européen[citation nécessaire]. La mise en application et le contrôle de la mise en œuvre de ce principe de subsidiarité descendante sont en revanche des questions légitimes[Selon qui ?], mais ouvertes à ce jour[Quand ?].

## Histoire

### Apparition de l'idée
Déjà dans l’Antiquité, le « subsidium » était une méthode d’organisation militaire, mais c’est Aristote qui, dans Les Politiques, est à l’origine de la notion de subsidiarité (ascendante) quand il décrit une société organique, « La Cité », au sein de laquelle s’emboîtent hiérarchiquement des groupes : familles-villages, chacun de ces groupes essayant d’être auto-suffisants.
Le principe de subsidiarité (descendante) a un dialogue très fécond avec la théologie de l'alliance dont les concepts fondateurs trouvent leur origine dans les écrits des Pères de l'Église. On peut considérer le philosophe Johannes Althusius comme à l'origine du principe de subsidiarité. Dans son ouvrage de 1603, Politica. Methodice digesta et exemplis sacris et profanis illustrata, cui in fine adjuncta est oratio panecyrica de utilitate, necessitate et antiquitate scholarum, il souligne la nécessité d'autonomie des collectivités de base, vis-à-vis des pouvoirs centraux. De foi réformée et "maïeur" d'Emden, il puisa le principe dans les délibérations du Synode réformé d'Emden (1571), lequel se propagea en Allemagne à une époque où l'Église allemande minoritaire devait composer avec l'État allemand et les autres communautés protestantes.
Ce principe se développe ensuite avec la pensée du magistère catholique au XXe siècle, et certaines expériences de l'époque moderne comme les Provinces de l'Union dans le Sud de la France du temps des guerres de religion peuvent être qualifiées de tentative d'application du principe de subsidiarité.

### Dans le droit canon
Le principe de subsidiarité a été repris du droit canonique. On trouve déjà cette notion dans la pensée de Thomas d’Aquin, mais il a été formulé pour la première fois par le pape Léon XIII, dans l'encyclique Rerum novarum, première formalisation de la doctrine sociale de l'Église catholique. Celle-ci avait été rendue nécessaire par les abus de la révolution industrielle et ses conséquences sur la société civile.
Ce principe, dit aussi « principe d'aide », énonce que c'est une erreur morale et de charité que de laisser faire par un niveau social trop élevé ce qui peut être fait par le niveau social le plus bas, car on le priverait de tout ce qu'il peut faire. À ce titre, et en conséquence de cela, le travail de chacun a droit au même respect quel que soit son niveau social, car il est le seul à pouvoir le faire.

### Autres influences
Le principe de subsidiarité a aussi été défendu par des penseurs anarchistes comme Proudhon, des militants du mouvement coopératif et des auteurs libéraux comme John Locke et John Stuart Mill.

## Législation par pays

### Canada
En droit canadien, la Cour suprême du Canada a défini le principe de subsidiarité dans l'arrêt Spraytech : « Cette instance surgit à une époque où les questions de gestion des affaires publiques sont souvent examinées selon le principe de la subsidiarité.  Ce principe veut que le niveau de gouvernement le mieux placé pour adopter et mettre en œuvre des législations soit celui qui est le plus apte à le faire, non seulement sur le plan de l’efficacité mais également parce qu’il est le plus proche des citoyens touchés et, par conséquent, le plus sensible à leurs besoins, aux particularités locales et à la diversité de la population ».
Le législateur québécois a également défini le concept à l'article 6g) de la Loi sur le développement durable : « Subsidiarité : les pouvoirs et les responsabilités doivent être délégués au niveau approprié d’autorité. Une répartition adéquate des lieux de décision doit être recherchée, en ayant le souci de les rapprocher le plus possible des citoyens et des communautés concernés ».

### France

#### Dans le domaine de la protection judiciaire
La loi n°2007-308 du 5 mars 2007, portant réforme des mesures de protection juridique des majeurs, entrée en vigueur le 1er janvier 2009, dispose que les mesures de protection (sauvegarde de justice, curatelle ou tutelle) devaient être en adéquation avec trois grands principes : nécessité, de subsidiarité et de proportionnalité.
Ainsi, s'agissant du principe de subsidiarité, les juges ne peuvent prononcer une mesure judiciaire de protection juridique que lorsque des dispositifs moins contraignants ne peuvent être mis en œuvre (voir article 428 du Code civil). Ils doivent examiner si les règles du droit commun de la représentation, notamment par le jeu de procurations, ou si les règles des régimes matrimoniaux applicables entre conjoints ne suffisent pas à résoudre les difficultés rencontrées par la personne vulnérable.
Concrètement, la protection judiciaire ne doit intervenir que si aucune autre solution juridique n'a pu être mise en œuvre.

#### Dans le domaine de la protection sociale
Le principe de subsidiarité s'applique en France à l'ouverture de droit à plusieurs prestations sociales, telles que certains minima sociaux (RSA, API, AAH) ainsi qu'à l'ASF après quatre mois d'obligation alimentaire non remplie. Autrement dit, le droit à ces prestations est subordonné à la condition que le bénéficiaire potentiel fasse préalablement valoir ses droits aux autres prestations légales, réglementaires ou conventionnelles ou à créance alimentaire. Ce principe entraîne la subrogation des organismes payeurs des prestations sociales dans les droits du bénéficiaire notamment pour les droits à la retraite de la personne handicapée (AAH) ou les droits à pension alimentaire pour l'ASF.

Le principe de subsidiarité articule la répartion des compétences entre les différentes collectivités territoriales (région, département, communauté de commune ou commune), selon l’article 72 de la Constitution, révisé en 2003 : « Les collectivités territoriales ont vocation à prendre les décisions pour l'ensemble des compétences qui peuvent le mieux être mises en œuvre à leur échelon ».

### Suisse

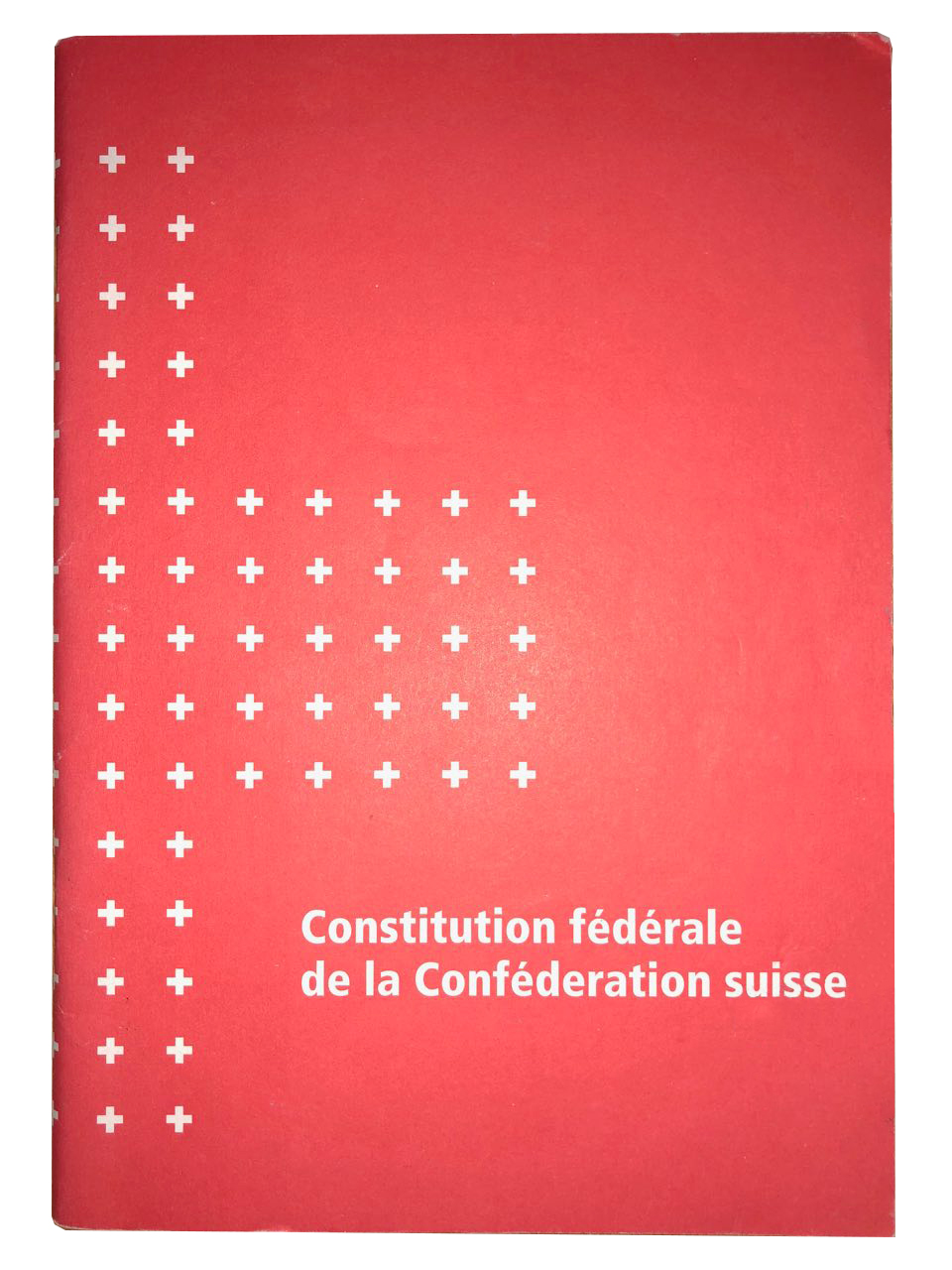
La Constitution suisse organises les tâches étatiques selon le principe de subsidiarité.

Le principe de subsidiarité est inscrit dans la Constitution fédérale de la Confédération suisse qui indique que « l'attribution et l'accomplissement des tâches étatiques se fondent sur le principe de subsidiarité » (article 5a),.
Ainsi, les tâches qui ne relèvent pas expressément de la Confédération sont de la compétence des 26 cantons. Chaque canton possède sa constitution, son parlement, son gouvernement, ses tribunaux et dispose d’une grande autonomie.

## Union européenne
Le principe de subsidiarité a été introduit dans la législation communautaire par l'article 3 B du Traité de Maastricht, il a pour objectif que les décisions prises dans l'Union européenne le soient au niveau le plus pertinent et le plus proche possible des citoyens. 

### Principe
Le principe de subsidiarité au sens européen était ainsi défini aux paragraphes 1 et 2 de l'article 5 du Traité sur le fonctionnement de l'Union européenne (TFUE) : « La Communauté agit dans les limites des compétences qui lui sont conférées et des objectifs qui lui sont assignés par le présent traité. Dans les domaines qui ne relèvent pas de sa compétence exclusive, la Communauté n'intervient, conformément au principe de subsidiarité, que si et dans la mesure où les objectifs de l'action envisagée ne peuvent pas être réalisés de manière suffisante par les États membres et peuvent donc, en raison des dimensions ou des effets de l'action envisagée, être mieux réalisés au niveau communautaire ».
C'est sous la pression des Länder allemands que ce principe a été inscrit au Traité[réf. souhaitée]. Dans le cadre des compétences concurrentes entre l'Union européenne et les États membres, l'Union européenne est compétente lorsqu'il est incontestable que l'action de la Communauté apparaît comme plus efficace qu'une action menée par une instance plus locale. Il s'agit alors de définir sur quels critères on déclarera quelque chose d'incontestable.
Le principe de subsidiarité se trouve désormais au paragraphe 3 de l'article 5 du Traité sur l'Union européenne : « En vertu du principe de subsidiarité, dans les domaines qui ne relèvent pas de sa compétence exclusive, l'Union intervient seulement si, et dans la mesure où, les objectifs de l'action envisagée ne peuvent pas être atteints de manière suffisante par les États membres, tant au niveau central qu'au niveau régional et local, mais peuvent l'être mieux, en raison des dimensions ou des effets de l'action envisagée, au niveau de l'Union ».

### Mise en œuvre
L'un des objectifs implicites était de réduire l'expansion du champ de l'action bureaucratique au sein de l'Union. 
Cependant, sa mise en œuvre est complexe et subjective. C'est pourquoi, en réalité, les choix politiques pèsent autant que la répartition optimale des compétences.

## Conseil de l'Europe et subsidiarité
La Commission de gouvernance et la Chambre des régions du Congrès des pouvoirs locaux et régionaux du Conseil de l'Europe sont responsables des questions juridiques et politiques relatives à la régionalisation et donc à une meilleure application du principe de subsidiarité dans les États membres du Conseil de l'Europe. Ils examinent en particulier l'évolution de l'organisation institutionnelle et administrative des régions, leurs compétences et leur autonomie financière. Lors de sa réélection à la tête de la Chambre des régions le 6 novembre 2018, Gunn Marit Helgesen a appelé à poursuivre la réflexion sur la question de la conciliation des particularités régionales avec une identité nationale plus large. Par la « Charte de l’autonomie locale », le Congrès des pouvoirs locaux et régionaux — qui représente 150 000 collectivités locales et régionales au sein du Conseil de l'Europe — a mis en place des règles communes aux pays membres du Conseil de l’Europe ayant apposé leur signature sur la Charte, le but étant de garantir l’acceptation et la protection de l’autonomie politique, administrative et financière des pouvoirs locaux.

## Sources

## Compléments